# Stefan Strandberg
Ken Remi Stefan Strandberg (* 25. Juli 1990 in Lyngdal) ist ein norwegischer ehemaliger Fußballspieler auf der Verteidigerposition. Er war norwegischer Nationalspieler.

## Karriere
Profistationen von Strandberg waren Vålerenga Oslo und Rosenborg Trondheim. Die Saison 2016/17 spielte er beim Bundesligisten Hannover 96.
Strandberg war mit der norwegischen Handballspielerin Nora Mørk liiert.